# République des Lettres

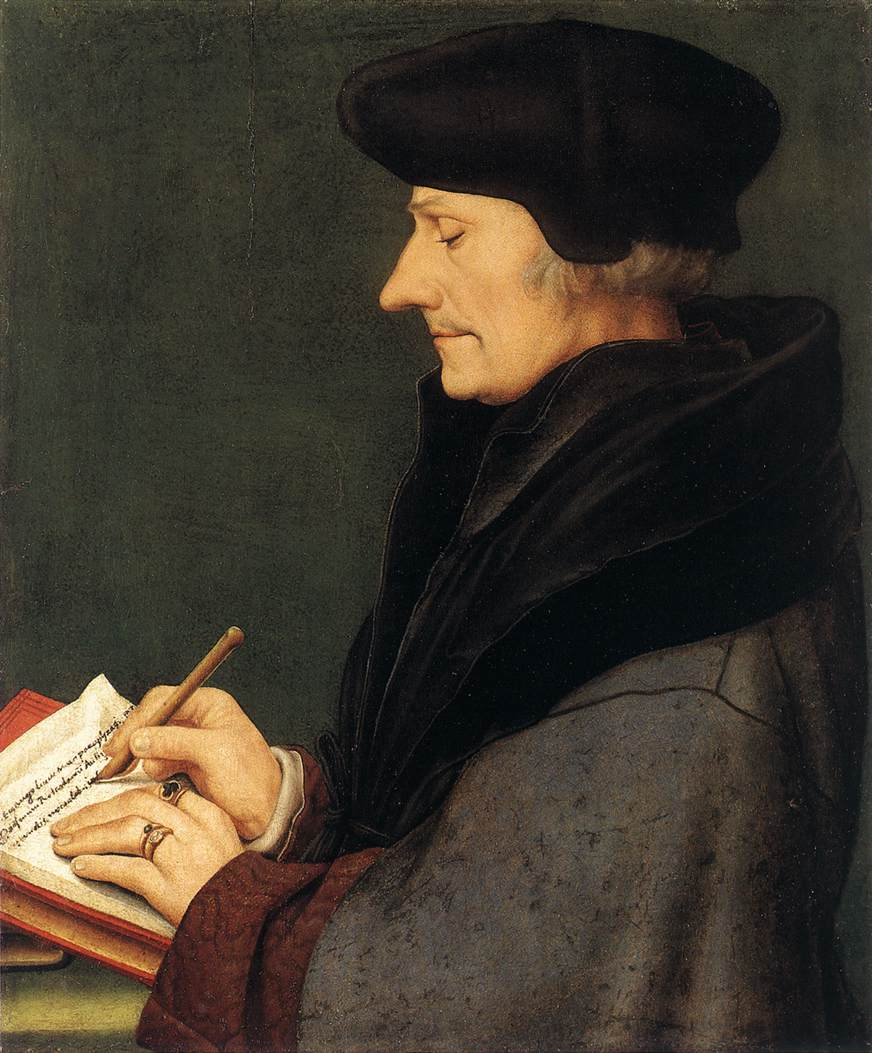
Érasme de Rotterdam écrivant une lettre. Portrait de Hans Holbein le Jeune

Cet article concerne le concept de République des Lettres. Pour les revues de même nom, voir Nouvelles de la république des lettres et La République des Lettres.
La République des Lettres désigne depuis la Renaissance un espace immatériel qui transcende les entités territoriales et réunit les lettrés européens, comme s'ils étaient membres d'une même république invisible, à travers la création littéraire, les échanges épistolaires et des rencontres autour de valeurs partagées, rendues possibles grâce à une langue européenne commune : le latin. 
Les humanistes sont ainsi en contact constant par le biais des lettres et des voyages.

## Histoire
L’installation de la papauté à Avignon au XIVe siècle encourage les échanges entre les chancelleries française et italienne. Les secrétaires italiens avaient une solide formation de latinistes que leur enviaient les étrangers. En 1384, Jean de Montreuil écrit à Coluccio Salutati pour lui réclamer des copies de ses lettres familières et officielles qu’il propose ensuite comme modèles aux jeunes secrétaires de la chancellerie royale. Le collège de Navarre, avec Nicolas de Clamanges et Jean Gerson en tête, entreprend de rattraper le retard pris sur l’Italie dans le domaine de la rhétorique et du droit romain. Enseignants et fonctionnaires royaux vont travailler de pair au perfectionnement de la diplomatie française à travers l’étude de la culture antique. Des prélats, des conseillers au Parlement, des notaires, des hauts fonctionnaires fréquentent les clercs de la chancellerie royale pour s’initier au « beau style latin ». Jean de Montreuil, Gerson, Alain Chartier, Jean Budé, Guillaume Budé, pour ne citer que ceux-là, ont été secrétaires à la chancellerie royale. Pour eux, la culture est une exigence professionnelle et le beau style, une affaire d’efficacité.
La première occurrence connue de l'expression, sous sa forme latine (Respublica literaria), se trouve dans une lettre de Francesco Barbaro adressée à Poggio Bracciolini, et datée du 6 juillet 1417.
Au premier quart du XVIe siècle, l’influence de la Renaissance italienne est de plus en plus sensible dans les pays du Nord. Des érudits enthousiastes échangent des lettres à propos de leurs recherches historiques et philologiques et on assiste à la constitution des premières sodalitates litterariae. Des étudiants français, anglais, allemands et espagnols fréquentent les universités italiennes, se heurtant parfois au mépris des grands maîtres (qui considèrent le reste de l’Europe comme habité par des barbares incultes), mais créant néanmoins un réseau d’échanges durables avec eux et entre eux, grâce auquel les idéaux humanistes pourront dépasser les frontières. Le Laelius de amicitia de Cicéron, fort prisé en Italie, devient bientôt leur bréviaire, et le commerce épistolaire, le moyen habituel d’entretenir des amitiés. On échange des nouvelles, on s’interroge sur des questions de grammaire et d’exégèse, on se querelle pour des considérations stylistiques, politiques ou philosophiques. Un tel écrit à tel autre pour lui emprunter un livre, un autre sollicite une lettre d’un auteur célèbre qui lui fera honneur et lui ouvrira des portes en haut lieu. Les hommes, les livres et les lettres circulent dans tous les sens.

## Postérité
Plusieurs périodiques littéraires ont porté ce titre ou des titres voisins depuis le XVIIe siècle. Parmi eux, on peut citer :
- Nouvelles de la République des lettres (1684-1718) de Pierre Bayle[2] ;
- Nouvelles de la République des lettres et des arts (1777-1788) de Pahin de La Blancherie[3] ;
- La République des lettres (1875-1877) de Catulle Mendès ;
- Les Cahiers de la République des lettres, des sciences et des arts (1923-1931) de Pierre d'Ezpezel[4] ;
- La République des Lettres (1994-1998 en kiosque, 1996-, sur le web) de Noël Blandin.